# Las serpientes ciegas
Las serpientes ciegas es una historieta del guionista Felipe Hernández Cava y el dibujante Bartolomé Seguí publicada por primera vez en 2008 que narra "una historia de venganzas con la Guerra Civil española y el Nueva York de la Gran Depresión como telón de fondo".

## Creación y trayectoria editorial
Fue Bartolomé Seguí quien en mayo de 2006 convenció a Felipe Hernández para desarrollar una obra que uniese el Nueva York de los años treinta y la guerra civil española. También encargó el coloreado a Gabi Beltrán, y juntos empezaron a ilustrar la historia, con vistas al mercado francés, más potente que el autóctono.
En enero del 2007, Seguí optó por volver a colorear las páginas que tenía terminadas, justo antes de la publicación del primer capítulo en la revista BDbanda. Tras un par de meses y entre sus trabajos como ilustrador, pudo iniciar el segundo capítulo que terminaría el 29 de mayo.
Terminado el tercer capítulo en septiembre, Dargaud adquiría los derechos de publicación. En marzo de 2008 se publicaban simultáneamente el segundo y tercer capítulos en la revista BDBanda, entregando Seguí su última página al mes siguiente.
La primera edición de la obra completa apareció en agosto en Francia, cuando sus autores ya habían comenzado su siguiente obra en común: Las raíces del caos".

## Argumento
"Las serpientes ciegas" presenta una trama policíaca, "protagonizada por un misterioso personaje que busca a Ben Koch", al mismo tiempo que, como explica su propio guionista, sirve de

pretexto para hablar de algo que está de rabiosa actualidad: los excesos que cometen las personas en nombre de las ideologías".

La trama se estructura en 7 capítulos de 8 páginas cada uno, los cuales alternan presente y pasado de la narración:
I. Nueva York, 1939. Un hombre de traje rojo emprende la búsqueda de Ben Koch, alojándose para ello en el hostal de Red, un íntimo amigo del susodicho.
II. Nueva York, verano de 1936. Tras haber huido de Denver, Ben Koch contacta, gracias a Red, con un grupo comunista liderado por Curtis Rusciano y vertebrado alrededor del Daily Worker. Cuando en una pegada de carteles propagandísticos, Curtis asesina a un policía, Ben se marcha con la idea de participar en la Guerra de España.  
III. Nueva York, 1939. El anónimo hombre de rojo continua en la pensión, esperando la aparición de Ben Koch, mientras éste busca a su vez a Curtis, visitando la casa de la madre de su hijo Roy. Tal casa está siendo vigilada además por los federales.
IV. Barcelona, febrero de 1937. Recién alistado en el POUM, un herido Ben, ahora con el nombre de Allan, es acogido en un piso compartido por miembros de la CNT: Pere, Virginia y Eulalia. Con esta última entablará una relación sentimental. Todos ellos, acompañados por Curtis, se enfrentan a las fuerzas de la Generalidad de Cataluña por el control de la Central de Comunicaciones, pero Pere, Virginia y Eulalia mueren cuando estalla el arsenal que guardaban en el piso.
V. Nueva York, 1939. Curtis, harto de vivir en la clandestinidad, solicita que lo saquen de EEUU. Desconfía, sin embargo, de los que vienen a buscarlo y los mata, dirigiéndose entonces a la pensión de Red para sonsacarle, mediante tortura, el paradero de Ben.
VI. Sierra de Pandols (Tierra Alta), España, 1938. Ben se ha quedado aislado en la trinchera con otro brigadista estadounidense. Reciben sin embargo la visita de Curtis, ahora un comisario comunista, quien finge traerles provisiones para poder acercarse a ellos y matarlos, como ya hiciera con Pere, Virginia y Eulalia.
VII. Nueva York, 1939. El anónimo hombre de rojo despierta a Ben, avisándole de que Curtis se dirige al almacén donde se esconde. Ben le ruega que le dé más tiempo, asegurándole que cumplirá su pacto de matar a Curtis. Así lo hace, prendiendo fuego al almacén con ellos dentro, y corre a un tugurio de jazz a encontrarse con el hombre de rojo, pues ambos han de volver al infierno.

## Estilo
Las serpientes ciegas posee "una elegante estética del Nueva York de los años 30", mostrando un tono realista emparentado con la serie negra. Bartolomé Seguí recurrió al libro de fotografías de Berenice Abbott como documentación. Entre sus referencias plásticas, el propio dibujante ha citado al Miguelanxo Prado de "Trazo de tiza", a Daumier y Brueghel.
Todo ello supone un "cambio de registro a nivel de trazo" para Seguí, con el objetivo de "que las imágenes tradujeran la degradación de los personajes y de su entorno". Abandona, y como explica Álvaro Pons, su 

tradicional blanco y negro para adentrarse en un color potente, lleno de sombras y matices, que juega con una paleta de tonalidades rojizas para transmitir una atmósfera agobiante y opresiva, calurosa como el infierno. El trazo vitalista y nervioso al que Seguí nos había habituado en sus obras de corte costumbrista, es sustituido por una pincelada dura, gruesa, que acompaña perfectamente a la historia de Cava en forma discreta, invisible, pero dando el plano adecuado, el ritmo perfecto y la composición necesaria.

## Valoración y premios
La obra obtuvo el premio al mejor guion y al mejor autor en el XV Salón del Cómic de Barcelona y el Premio Nacional de Cómic Español del 2009, así como el Premio al mejor guion de historieta realista 2009 del Diario de Avisos y el IX Premio de la crítica 2009 al mejor guionista y a la mejor obra nacional. También fue seleccionado por los libreros franceses como uno de los 15 mejores álbumes del 2008.